# Военные общества шайеннов
Военные общества шайеннов — военные мужские союзы у индейского народа шайеннов. Они были опорой племенного управления, их члены выбирали вождей, которые правили народом.

## Совет Сорока Четырёх
Военными делами руководили предводители воинских обществ, каждое из которых также имело в своём составе по 4 вождя. Верховные вожди имели равные права, тогда как остальные 40 были скорее советниками, чей авторитет распространялся только на их общины. Тем не менее их положение вызывало уважение, и люди прислушивались к ним.
Нельзя сказать, что верховные вожди обладали неограниченной властью, но благодаря своему статусу и человеческим качествам, которые позволили им занять этот пост, к их мнению прислушивались с большим вниманием, чем к мнению советников. Вожди избирались на десятилетний срок, после чего могли быть переизбраны снова. Любой из четверых верховных вождей по истечении 10 лет мог назвать преемника, которым иногда становился его сын. Выбор вождя был делом важным, и ему предшествовали серьёзные обсуждения. Обязательства вождя были достаточно суровы, и многие отклоняли предложение занять этот почётный пост. Если вождь хотя бы раз проявлял себя не с лучшей стороны (например, ссорился с кем-нибудь, даже если ему было нанесено оскорбление), он лишался своего поста.

## Древние общества
По преданиям шайеннов, на горе Ноавос произошла встреча Махео, Творца Всего Сущего, и Душистой Магии, великого пророка шайеннов. Душистая Магия вернулся к своему народу и создал Совет Сорока Четырёх вождей и четыре главных военных общества.

### Общество Лис
Общество Лис (Vóhkêséhetaneo’o, Monêsóonetaneo’o), известное также как Солдаты-Лисы или Общество Быстрых Лис — получило своё название от того, что его члены старались быть похожими на лису, на быстроногое животное, никогда не упускающее свою добычу.
«Лисы» раскрашивали свои тела от шеи до пояса и руки ниже локтей чёрной краской. Один из членов группы нёс шкуру лисёнка.
Среди церемониальных регалий «Лисов» были четыре деревянных копья длиной около шести футов. Древка каждого из них тоже раскрашивались в чёрный цвет. На обоих концах копий закреплялось по большому пучку перьев, а вдоль по древку на равных расстояниях один от другого привязывались пучки поменьше. Эти копья несли четыре избранных отважных юноши. Кроме шкуры лисенка, которую носили члены общества, ещё одной из регалий «Лис» являлись каменные наконечники стрел, за что их иногда называли Люди Кремня. Со временем у Общества Лис появились две подгруппы — Общество Койота (O'ôhoménotâxeo’o) и Общество Кремниевых Людей (Motsêsóonetaneo’o).

### Общество Скребков Из Лосиного Рога
Общество Скребков Из Лосиного Рога (Hémo’eoxeso), были также известны как Общество Погремушки Из Копыта, Общество Костяной Ложки, Общество Изогнутого Копья, Общество Лосей — это общество получило своё название из-за того, что каждый из воинов, кто входил в него, во время церемоний держал в руке кусок лосиного рога, вырезанный в форме змеи и с зарубками сверху по всей длине, по которым они быстро водили куском кости. Эта своего рода погремушка была раскрашена внизу жёлтой краской, а сверху синей. Когда во время битвы у форта Фил-Кирни воины этого общества захватили много синих солдатских мундиров, они стали называться Синими Солдатами.
У этого общества было два кривых копья, по форме напоминающих пастуший посох, а также два прямых копья. Их носили самые храбрые воины общества. Древка этих копий обматывались полосками выдровой шкуры и в четырёх местах по длине привязывались по два орлиных пера. Эти копья носили и во время общественных плясок и на войну.

### Общество Щита
Общество Щита (Ma'êhoohevaso), известное также как Общество Красного Щита или Солдаты-Быки — в это общество входили пожилые и уважаемые воины. В «Красные Щиты» воинов выбирали, а не принимали всех желающих, и очень редко членом группы становился юноша. Только самые лучшие и самые подающие надежды молодые люди выбирались в «Солдаты-Быки». Членство в этом обществе являлось очень почетным.
В своем танце «Красные Щиты» подражали быкам, ворча и бодая друг друга. Иногда также подобно быкам они нападали на толпу зрителей. Таким способом они развлекали и веселили народ. Они носили шапки, сделанные из шкуры с головы быка с привязанными к ней рогами.
Все воины этого общества носили красные щиты, на покрышках некоторых из них было нарисовано по бизоньей голове, а к другим прикреплялись хвосты бизона, свисающие с середины щита. Все щиты украшались по краям вороньими перьями. Группа имела два особых копья, прямых и прекрасно украшенных вороньими перьями. Когда люди разбивали лагерь в пути, и «Красные Щиты» были ответственны за порядок, эти копья втыкались толстым концом в землю, наклоненные так, что наконечники указывали направление, куда лагерь должен будет двинуться утром.
Позднее, от Общества Щита отделилось Общество Бизонов или Солдаты-Бизоны (Hotóanótâxeo’o).

### Общество Тетивы
Общество Тетивы (Héma’tanóohese), известное также как Солдаты Тетивы Лука — воины этого общества носили шкуры животных, одевая их на манер пончо. В шкуре делали вырез для головы такого размера, чтобы она оставалась висеть на плечах и свисала хвостом на спине, а головой на груди воина. Среди южных шайеннов в XIX веке от Общества Тетивы отделилась ветвь, получившая название Общество Волка или Солдаты-Волки (Ho’néhenótâxeo’o).

## Поздние общества

### Общество Люди-собаки
Общество Люди-собаки (Hotamétaneo’o), известное также как Солдаты-собаки или просто Собаки — было самым известным из военных обществ индейцев Великих Равнин. Первоначально Люди-собаки были обычным военным обществом, но в XIX веке стали отдельной общиной или даже отдельной частью народа. Люди-собаки стали знаменитыми благодаря храбрости и предприимчивости. В начале второй половины XIX века в общество вошла практически вся боеспособная мужская часть южных шайеннов. К Людям-собакам присоединялись и воины из других племён, особенно из сиу, поэтому группу иногда называли шайенны-сиу.

### Общество Воинов-Противоположников
Общество Воинов-Противоположников (Hohnóhkao’o) — отдельная группа воинов, совершавших все действия наоборот. Поступки «Противоположных» представляли собой явное отрицание обычных норм. Если они хотели выразить своё согласие, они говорили «нет». Когда «Противоположного» просили уйти, он наоборот подходил поближе; когда ему предлагали ехать верхом, он шёл пешком.
«Противоположные» никогда не были вождями, а только воинами. Они носили обычное оружие, как и все, и вдобавок к этому — одно из особых копий, точнее даже Лук Противоположного, выглядевший как и обычный лук, только с двумя тетивами и с наконечником на одном конце, как у копья, и украшенный различными мистическими символами.

### Общество Бешеных Собак
Общество Бешеных Собак (Hotamémâsêhao’o), известное также как Общество Глупых Собак — это общество встречается только у северных шайеннов. По другой версии Общество Бешеных Собак является не отдельным обществом, а ветвью Общества Людей-собак.